# جان بدکوک
جان بدکوک (انگلیسی: John Badcock; ۱۷ ژانویهٔ ۱۹۰۳ – ۲۹ مهٔ ۱۹۷۶) قایقران روئینگ اهل بریتانیا بود.